# Xã Valley, Quận Ouachita, Arkansas
Xã Valley (tiếng Anh: Valley Township) là một xã thuộc quận Ouachita, tiểu bang Arkansas, Hoa Kỳ. Năm 2010, dân số của xã này là 1.291 người.